# Ioánna Chatziioánnou
Ioánna Chatziioánnou (grec moderne : Ιωάννα Χατζηιωάννου ; née le 22 octobre 1973 en RSS de Géorgie) est une haltérophile grecque.

## Carrière
Ioánna Chatziioánnou participe aux Jeux olympiques de 2000 à Sydney et remporte la médaille de bronze dans la catégorie des -63 kg. Dans la même catégorie, elle remporte la médaille d'or lors des Championnats d'Europe d'haltérophilie de 1997 à Rijeka, ainsi que deux médailles d'argent aux Championnats d'Europe de 1996 à Prague et de 1999 à La Corogne.